# Randorn
Randorn — другий студійний альбом українського співака Івана Дорна, що вийшов 2014 року.
Іван Дорн з'явився на музичній сцені наприкінці 2000-х років, співаючи в дуеті «Пара Нормальних». По закінченні контракту він залишив проєкт та розпочав сольну діяльність. 2012 року вийшов дебютний альбом Дорна Co’n’dorn, після якого співака визнали одним із відкриттів музичної сцени.
Другий альбом записувався понад півтора року разом зі знайомими діджеями та продюсерами музиканта. Нову роботу Дорна очікували з нетерпінням, заздалегідь називаючи однією з головних подій року. Платівка вийшла 11 листопада 2014 року, отримавши назву «Randorn», та вигідно вирізнялася з-поміж тогочасної російськомовної попмузики завдяки нетиповому звучанню, характерному для західних виконавців, стилістичному різноманіттю, експериментальному та «неформатному» характеру та легковажним юнацьким текстам. Музичні критики визнали Randorn одним із найкращих альбомів року в українській та російськомовній музиці.
Оригінальне видання Randorn 2014 року складається з шістнадцяти композицій, серед яких «Невоспитанный», «Мишка виновен» та «Танец пингвина». 2015 року вийшла розширена версія альбому Randorn Deluxe, яка додатково містила вісім реміксів.

## Передумови

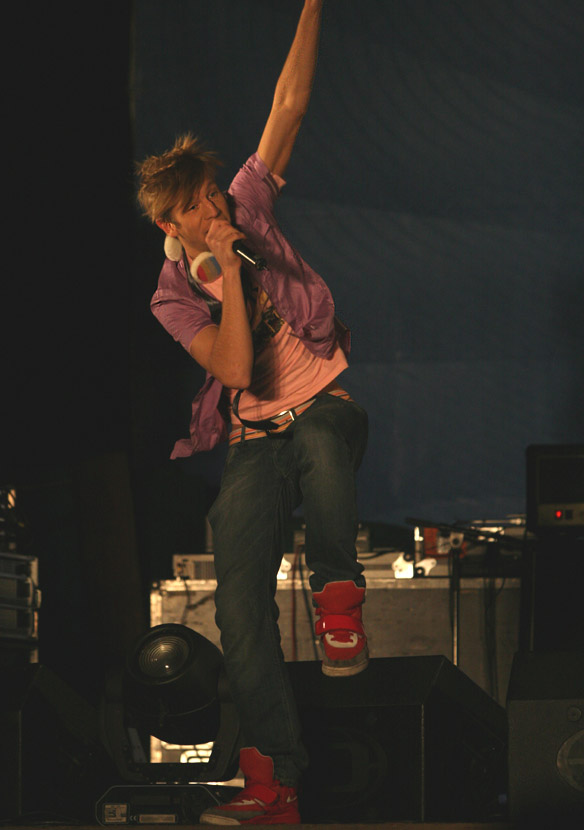
Іван Дорн в гурті «Пара Нормальних», 2009 рік

Музична кар'єра Івана Дорна розпочалася 2007 року, коли талановитий дев'ятнадцятирічний хлопець, який в дитинстві поєднував захоплення спортом та музикою, приїхав в Москву на кастинг телевізійного шоу «Фабрика зірок». На відбірковому етапі співак потрапив до двадцятки найкращих, але провалив співбесіду з Костянтином Ернстом та не зумів потрапити до фінальної шістнадцятки. Засмучений Дорн повернувся до Києва, поступив на факультет тележурналістики, але не залишав мрію стати професійним музикантом. Згодом він дізнався про кастинг до нового проєкту продюсера Андрія Гулика, який шукав музикантів для гурту, схожого на Maroon 5. Врешті-решт концепція гурту змінилася, створено дует «Пара Нормальних», членами якого стали Іван Дорн та Ганна Добриднєва. 2008 року вийшов перший альбом «Я придумаю happy end», де артисти виконували типову попмузику, співаючи пісні інших авторів, та багато гастролювали. Проте Дорн розглядав свою участь в «Парі Нормальних» виключно як проміжний етап для подальшої кар'єри. За час перебування в гурті він навчився писати власні пісні та познайомився з основами звукозапису. Вже на другому альбомі «Пари Нормальних» вплив Дорна став більш помітним, співак став виходити на перший план в дуеті, а після закінчення контракту залишив проєкт, щоб розпочати сольну діяльність.
Подальша кар'єра Івана Дорна продовжувалася із власною командою, яку очолювала директор музиканта, його мати Лідія Дорн, долучаючи агентів, маркетологів, стилістів, юристів тощо. Навколо Дорна сформувався творчий колектив, так звана «Дорнобанда», до складу якої увійшли діджеї Пахатам (Євген Яременко), Лимонадний Джо (Юрій Грицак) та продюсер Роман Бестселлер (Роман Мясников), відомий по роботі з Quest Pistols та NikitA. 2012 року вийшов дебютний альбом Івана Дорна Co’n’dorn, який отримав премії Муз-ТВ та YUNA «Альбом року», а самого співака визнали одним із відкриттів російськомовної музичної сцени, що виконував чи не «ідеальну попмузику», більш західний варіант поп-мейнстриму, який містив елементи соула та фанка.

## Запис альбому
«Дякую:
ПМВ за добрий музичний смак, розуміння та терпіння; Гюнтеру, дядькові Кості, дядькові Саші, Жені Ступці, Манекену, fun2massam, Рождену, Truelove, Алексу Боєву, Ліону, Максу, Matt Colton, Pianoboyu та його музикантам, Зеві, Баті, Сергію Добровольському за співучасть; Анастасії Дорн, Анастасії Борко за дизайн альбому; Гулику Андрію та Каті Малюковій за переговори; рідним, близьким та знайомим за віру в нас; Будинку на 27-й садовій за початок; Лондону, Америці, Києву за настрій; Чекачам за очікування та ще раз ПМВ за терпіння; Всім тим, кого забули, але хто також щось для альбому зробив.»
Робота над другим альбомом Івана Дорна розпочалася в будинку його батьків на початку 2013 року. Співак відправив рідних на місяць відпочивати у Домініканську Республіку, а сам разом з колегами по «Дорнобанді» облаштував у підвалі імпровізовану студію, куди перевезли необхідне обладнання для звукозапису. Друзі не ставили за мету писати хітові композиції, а замість цього створювали такі пісні, які подобалися їм самим. Музику та аранжування робили вчотирьох — Іван Дорн, Роман Бестселлер, Пахатам та Лимонадний Джо, а за тексти відповідав сам Дорн. Саме за цей місяць і створено більшість матеріалу для нового альбому.
Один із авторів альбому, діджей Лимонадний Джо, порівнював роботу над платівкою з рибальством:
|  | Протягом першого місяця і потім ще дев'яти ми рибалили на емоції та готували з них музику. Як хороші рибалки, ми спочатку місяць підгодовували рибу (закрилися в будинку і робили начерки), а потім дев'ять місяців вудили відчайдушно. У когось клюнуло — всі підскакували, підсікали та давай тягти, доки не вивуджувалася хороша демка (недаремно сиру пісню називають рибою). А бувало, як у всіх одразу клюне, так такого китяру на берег витягували, що потім самі були шоковані… |

Загалом робота над записом — від першої зустрічі до виходу першої пісні з альбому — тривала 669 днів. Окремі напрацювання поступово об'єднувалися в пісні, а пісні — в цілісну платівку. Демо-матеріалу вистачало приблизно на тридцять пісень, але музиканти розуміли, що якби довелося записувати їх всі, то робота тривала б занадто довго. Через те, що пісні писали чотири різні людини з власними смаками, приблизно посередині роботи стало зрозуміло, що об'єднати все в межах одного стилю не вдасться, і було вирішено відмовитись від будь-яких стилістичних обмежень. Іван Дорн визнавав, що на звучання пісень вплинула велика кількість співавторів, але вважав, що альбом вийшов послідовним та концептуальним, бо всі автори намагалися дотримуватись гармонії.
Окрім четвірки членів «Дорнобанди», до зведення альбому долучалися відомі українські продюсери Євген Ступка, Віталій Телезін та The Maneken. Співавтором та виконавцем пісні «Весна» став Дмитро Шуров, також відомий як «Pianoбой». Крім цього, за ініціативи Дорна композиція «Ты всегда в плюсе» отримала прихований фрагмент у виконанні репера Ліона.
Запис альбому відбувався в Києві під час Революції гідності, в студії неподалік Майдану Незалежності. Музиканти «Дорнобанди» мали різні політичні погляди, тому нерідко сперечалися та навіть призупиняли студійну роботу, коли чули чергові новини. Пахатам визнавав, що працювати в таких обставинах було важко: «Вбивають мирних людей, а тобі треба писати веселі пісні. Але це дуже хвора ситуація, якщо хтось хворий, йому треба лікуватись. А ми не можемо на це вплинути, ми робимо музику». В той самий час, Іван Дорн наголошував, що музиканти свідомо не збиралися втручатися в громадські процеси та впливати на них своєю музикою: «Багато хто намагається на цьому виїхати, якось знову виникнути в зоні уваги. Я не хочу спекулювати».

## Зміст альбому

### Назва та обкладинка

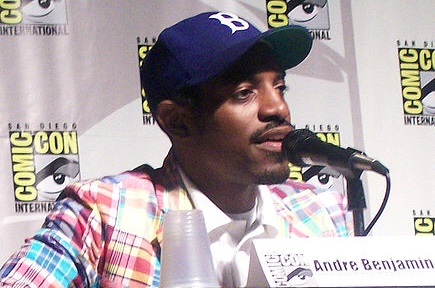
Назва пісні «3000» відсилає до псевдоніма американського хіп-хоп-співака André 3000 (на ілл.)

Назва альбому «Randorn» містить відсилання до прізвища співака, як і його попередня робота Co’n’dorn. На письмі вона схожа на слово «Random» (укр. Випадковий), тому що саме такою була робоча назва платівки. За словами Івана Дорна, «випадковість» відіграла велику роль у створенні альбому, бо він випадково зустрів своїх майбутніх колег по «Дорнобанді», вони випадково створили саме такі пісні з такими текстами, тому концепція альбому полягала саме у його випадковості.
Обкладинка альбому складалася із різноколірних букв R A N D O R N на білому фоні, дещо нагадуючи оформлення дебютної платівки Spice Girls 1996 року Spice. На сторінках буклета Іван Дорн був представлений у незвичному образі чорношкірого співака. Співак пояснював, що всередині душі вважав себе чорним, бо «білі не можуть так відчувати музику, як це дано чорношкірим»

### Музика
Randorn вирізнявся серед більшості російськомовних альбомів того часу своєю еклектичністю. Іван Дорн сміливо змішував різні стилі, що було більш притаманним для західної музики, аніж для вітчизняної. Поєднувати музичні напрямки Дорн почав ще на попередній платівці Co’n’dorn, але цього разу його стилістичний діапазон став ще ширшим. Створена його командою попмузика не була підпорядкована правилам або забаганкам продюсерів і виходила за межі усталених форматів радіостанцій. Щось схоже, хоча й меншою мірою, до нього вже намагалися зробити такі українські та російські виконавці, як Onuka, Джамала, Монатик, «Вінтаж», Serebro, Нюша або Pinballsound, але Дорну вдалося інтегрувати західну та вітчизняну музичні традиції більш природно.
Вже після публікації списку пісень з альбому та півторахвилинного рекламного відео, стало зрозумілим, які виконавці надихали Івана Дорна та його команду. Назва другої композиції з Randorn — «3000», — відсилала до американського репера Андре 3000, учасника гурту Outkast. Крім цього, у відеоролику на честь виходу альбому Іван Дорн виступив в образах лідера гурту Jamiroquai Джей Кея, американського співака Фаррелла Вільямса, фронтмена Queen Фредді Мерк'юрі та рок-музиканта Ленні Кравіца.
Якщо до цього Дорн позиціював себе як «російськомовний Jamiroquai», виконуючи фанк та соул, то на Randorn різноманітність матеріалу помітно зросла. В піснях був відчутним вплив танцювальної електронної музики та діп-хаузу, що нагадував творчість дуету Disclosure. Зустрічався на альбомі й новий «ритм-енд-блюз», притаманний The Weeknd та Френку Оушену, а дискотечний фанк у виконанні Дорна змушував згадувати про зірок світового рівня, на кшталт Прінса та Бейонсе. Є на платівці й хіп-хопова композиція «Безмато», а також прихований реп-скіт у виконанні Ліона. Аранжувальні рішення, як і музичні стилі, також свідомо відрізнялися одне від одного, нагадуючи звучання Disclosure, Андре 3000 та того ж Фаррелла Вільямса. Крім цього на альбомі знаходили елементи трип-хопу, геріджу, сінті-року, ню-диско, соулфул-хаузу, та відзначали вплив Каньє Веста, Джастіна Тімберлейка, Джеймса Блейка, How to Dress Well та Jamie xx, проте у вигляді ледь помітних посилань, а не прямого копіювання. Сам Дорн пояснював різноплановість платівки поєднанням футуристичності та власним захопленням музикою вісімдесятих: «Звучання нашої платівки — це синтез, а там і „мотоун“, і „кадилак рекордс“, і „студія 54“, і „фанк“, „стриктлі рітм“… Все це проходить через м'ясорубку сучасності й виходить ось такий фарш різносортного м'яса».

### Тексти
Основним автором текстів на альбомі став сам Іван Дорн (за винятком «Весни», написаної разом з Pianoбой, а також «Танцю пінгвіна» «Скрябіна»). Його підхід до написання текстів відрізнявся від стандартів тогочасної попмузики, бо він намагався передати загальний настрій за допомогою не тільки слів, але й вигуків та нісенітних фраз, таких як «лова-лова». Навіть в піснях з цікавим та зв'язним сюжетом, накшталт «Номер 23», де йшла мова про конкурс бальних танців, співак додавав влучні емоційні вигуки: «В спорте! Восемь лет! И ничего!» В цілому, тексти Дорна були ближчими до юнацької та клубної творчості, аніж до «дорослої» поезії. З іншого боку, співак намагався уникати матюків, бо розумів, що серед його слухачів багато дітей.
Хоча музична складова частина Randorn створена під істотним впливом західної культури, тексти пісень мали яскраво виражений місцевий колорит. Зазвичай, їхнім головним героєм був звичайний хлопець з Києва, а не мешканець умовного Лос-Анджелесу. На альбомі не було пісень про любов та закоханість, але деякі з них описували спогади про вже закінчені романтичні стосунки. Дорн неодноразово торкався теми спорту, згадуючи своє спортивне минуле, а також критикував шоубізнес, відтворюючи власний невдалий досвід «Фабрики зірок». Серед інших тем, до яких автор повертався неодноразово: протистояння сильних та слабких, реалії сучасної клубної культури, плин часу та погляд у майбутнє.
Усі власні тексти Івана Дорна написані російською мовою. Відповідаючи наприкінці 2014 року на запитання журналістів щодо критики з боку слухачів, Дорн зауважив:
|  | Резонанс через всі події настільки широкий, що чіпляє будь-які сфери, зокрема музичну. Люди божеволіють і намагаються посваритися на тлі чогось звичайного: не купувати російський сир, не їсти українські цукерки, не слухати певних артистів, які співають певною мовою. Мені здається, що це масове марення. Усі глобально обдурені, тому звинувачувати у цьому нікого не можна. Я хочу, щоб в цій ситуації музика стала об'єднуючим чинником; хочу бути як Боб Марлі, який помирив дві країни, які довго воювали між собою. На наших концертах поруч стоять білоруси, росіяни, українці, казахи, і це не повинно стати причиною проблем. |

### Список пісень
| #   | Назва                      | Тривалість |
| --- | -------------------------- | ---------- |
| 1.  | «Спортивная»               | 3:28       |
| 2.  | «3000»                     | 3:14       |
| 3.  | «Мишка виновен»            | 4:22       |
| 4.  | «Где вино»                 | 1:37       |
| 5.  | «Безмато»                  | 3:41       |
| 6.  | «Телепорт»                 | 4:03       |
| 7.  | «Актриса»                  | 4:27       |
| 8.  | «Номер 23»                 | 4:29       |
| 9.  | «Весна» (feat. «Pianoбой») | 3:26       |
| 10. | «Ты всегда в плюсе»        | 5:37       |
| 11. | «Гребля»                   | 3:18       |
| 12. | «Стая»                     | 1:50       |
| 13. | «Танец пингвина»           | 3:53       |
| 14. | «Невоспитанный»            | 4:47       |
| 15. | «Случайная»                | 4:42       |
| 16. | «Река меняет русло»        | 3:42       |

Альбом розпочинається з пісні «Спортивная» (укр. Спортивна), де до атмосферного інструментального програшу на синтезаторі долучаються фанкові гітари та бас-гітара, та поступово додаються нові шари інструментів та вокалу. Текст містить трохи переінакшений девіз Олімпійських ігор «Швидше, вище, сильніше», та мотивує слухача вставати, щоб врешті решт опинитися на п'єдесталі. Назва наступної пісні «3000» є відсиланням до псевдоніма американського хіп-хоп-співака Андре 3000. Ритмічний малюнок «four-on-the-floor», що є типовим для диско та електронної танцювальної музики, поєднується зі стилістикою R&B. У пісні співається про «інопланетні очі», які кличуть ліричного героя до себе в космос, але той змушений залишатися на Землі. В композиції «Мишка виновен» (укр. Мишка винний) шукали алюзії на образ «російського ведмедя», але насправді її назва — це адаптований варіант рядка з демоверсії, який звучав схоже на «I wish got me know it». Вже після того, як для фрази знайшли російськомовний відповідник «мишка виновен», з'явився кримінальний сюжет, в якому головний герой вбиває дружину та намагається втекти. На противагу тексту, який більш пасував би російському шансону, музична складова нагадує Tesla Boy, Daft Punk та Тодда Тер'є, поєднуючи синті-поп, тустеп-герідж та ретро-диско. «Где вино» (укр. Де вино) — це коротка фанкова композиція без зв'язного тексту, вокаліз видуманою мовою, що виконується фальцетом.
«Безмато» — найбільш хіп-хопова пісня з альбому, під час якої Дорн кількома голосами читає реп та співає соул під акомпанемент струнних. Реліз пісні, що містила ненормативну лексику, збігся з ухваленням російського «закону про мат». Пісня «Телепорт» містить футуристичний текст російською, англійською та іншими мовами. Стилістично — це хауз або техно-поп з вокалом, схожий на творчість Disclosure. Композиція «Актриса» починається з чотирьох однакових семплів, жартівливої алюзії на «фірмовий» елемент пісень Фаррелла Вільямса. Далі Дорн саркастично співає про «полювальниць» на гроші та розкіш, критикуючи гламурний спосіб життя. «Номер 23» — ще одна спортивна пісня, в якій співається про змагання зі спортивних танців. У кліпі використовуються архівні кадри виступів юного Івана, кандидата в майстри спорту з бальних танців. Надихаючий текст поєднується з латиноамериканською музикою, диско, соулфул-хаусом та соло на трубі.
Єдиний офіційний дует на альбомі — це «Весна», створена та записана за участі Дмитра Шурова (Pianoбой). Спокійна балада з елементами повільного соулу, джазу та «американським» вокалом Дорна, має драматичне закінчення. В пісні «Ты всегда в плюсе» (укр. Ти завжди в плюсі) Дорн критикує продюсерів та шоубізнес, згадуючи власну участь не лише на «Фабриці зірок» як виконавець, а й в «X-Факторі» як суддя. В одній композиції музикантам вдається органічно поєднати російську попмузику, російський реп, британський тустеп, соул та треп. На пісню «Гребля» (укр. Веслування) знято відеокліп, в якому закохана пара насолоджується одне одним та займається коханням. «Стая» (укр. Зграя) — це друга поспіль повільна та серйозна пісня, яка контрастує з рештою альбому, більш танцювальною та насмішливою.
Кавер-версія пісні «Танец пингвина» (укр. Танець пінгвіна) була вже відомою слухачам по відеокліпу, забороненому у РФ, та провокаційному виступу Дорна на «Новій хвилі» у світшоті із тризубом. Ця пісня «Скрябіна» — перша українськомовна в репертуарі Дорна — була перероблена в стилі гурту Disclosure. Ще одна пісня, яку поціновувачі музики знали раніше — це «Невоспитанный» (укр. Невихований), яку Дорн виконав на премії «Муз-ТВ 2013». Танцювальна композиція відверто розповідає про клубне життя, наповнене наркотиками та амфетамінами. «Случайная» (укр. Випадкова) — це своєрідна заголовна пісня, яка майже збігається з назвою альбому. На сайті The Flow соул-композицію порівнювали з творчістю Jungle та Blood Orange, відзначивши вокальні ефекти, притаманні A$AP Rocky. Завершує альбом пісня «Река меняет русло» (укр. Річка змінює річище), текст якої був запозичений з синглу «Целовать другого». Оновлена версія вийшла більш повільною та психоделічною, була витримана в блюзовому стилі, але містила численні переходи між різними гармоніями.

## Вихід альбому

### Видання та сингли
Про вихід другого альбому Івана Дорна оголосили 7 листопада 2014 року. Randorn містив шістнадцять пісень, три з яких опубліковано раніше («Невоспитанный», «Танец пингвина», «Спортивная»), а ще одну істотно перероблено («Целовать другого»). 10 листопада вийшло промо до альбому, у якому окрім самого Дорна, знялися учасники «Дорнобанди», а також відомі музиканти, серед яких The Maneken, Jamala, Onuka, Pianoboy, Дизель з Green Grey та Кузьма Скрябін.
Альбом Randorn вийшов 11 листопада 2014 року на лейблі «Перше музичне видавництво». Того ж дня опубліковано сингл та відеокліп на пісню «Мишка виновен». Іван Дорн зізнався, що йому не дуже подобалася композиція, і саме тому — щоб підвищити її популярність — на неї зняли відео у стилі аніме
В серпні 2015 року вийшла делюкс-версія альбому Randorn. Крім шістнадцяти оригінальних композицій, до розширеної версії увійшло вісім реміксів від On-The-Go, The Maneken, Андрія Бугрова, Bloody Romero, LemoJoe та інших. Наприкінці року український лейбл Aby Sho Music видав Randorn на вінілі.

### Відеокліпи
1. Иван Дорн — Невоспитанный на YouTube
2. Иван Дорн — Танец Пингвина на YouTube
3. Иван Дорн — Спортивная на YouTube
4. Иван Дорн — Мишка виновен на YouTube
5. Иван Дорн — Номер 23 на YouTube
6. Иван Дорн — Телепорт на YouTube
7. Иван Дорн — Гребля на YouTube
8. Иван Дорн — Безмато на YouTube
9. Иван Дорн — Ты всегда в плюсе на YouTube

Музичні відеокліпи на пісні з альбому почали виходити задовго до його релізу. Ще в червні 2013 року було випущено кліп «Невоспитанный» (режисер Мітя Місюра), але пісня не потрапила до широкої ротації, бо в її тексті виявили пропаганду наркотиків. В грудні вийшов запис пісні «Целовать другого», яку Дорн виконав спеціально для MTV, проте до альбому вона потрапила вже переробленою та з іншою назвою — «Река меняет русло». В січні 2014 року вийшов кліп «Танец пингвина» (режисер Філ Лі), який знімався в Лос-Анджелесі. Нарешті, в червні вийшов кліп на пісню «Спортивная» (режисер Іван Дорн).
Одразу після виходу альбому опубліковано кліп на пісню «Мишка виновен», знятий в стилістиці японської анімації (режисери Олександр Корешков та Дмитро Лісенбарт). Протягом першої половини 2015 року Іван Дорн самостійно зняв ще два кліпи: «Номер 23» містив архівні кадри змагань зі спортивних танців та був присвячений мамам, що вірять у своїх дітей, а «Телепорт» знято за участі «найкращих фахівців України в галузі природничих наук».
У листопаді 2015 року вийшов кліп на пісню «Гребля» (режисер Філ Лі), також знятий у Лос-Анджелесі під час концертів Івана Дорна у США. У лютому 2016 року представлено відеороботу «Безмато» (режисер Геннадій Трунов), який містив документальні кадри з життя Дорна та його музикантів поза сценою. А ще за місяць вийшов кліп «Ты всегда в плюсе» (режисер Марія Унжакова), за сюжетом якого продюсер переглядає талановитих виконавців на кастингу.

### Концертний тур

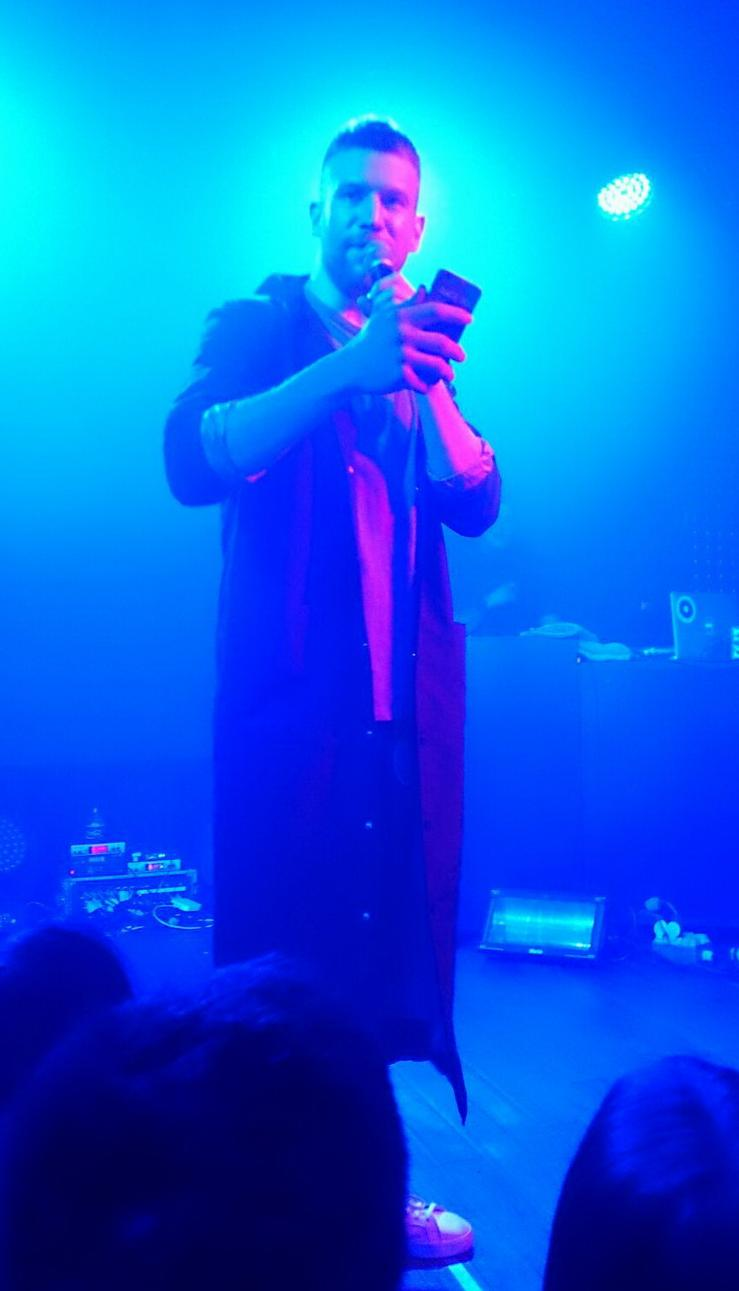
Виступ Івана Дорна, 2016 рік

Концертний тур на підтримку альбому стартував 27 лютого 2015 року виступом в харківському Палаці спорту. Протягом двох тижнів Іван Дорн дав п'ять концертів у найбільших містах України — Харкові, Дніпрі, Одесі, Львові та Києві. Фрагменти виступів та закулісного життя музикантів під час української гілки Randorn Tour увійшли до 75-хвилинного документального фільму Randorn Tour Documentary (режисери Гена Трунов та Кирилл Філіпов), презентованого наприкінці року. За словами Івана Дорна: «Це кіно не про культ, не про дружбу, не про музику чи складну ситуацію в країні. А може, і про це».
Протягом 2015 року концерти Івана Дорна з живими музикантами та світовим шоу пройшли в США та Європі. В Росії він виступив лише на фестивалях «Пикник „Афиши“» в Москві та «Stereoleto» в Санкт-Петербурзі, але був вражений тим, як його зустріла публіка: «До цього не резервували тур, не знали, як на нас реагуватимуть. А потім побачили велику кількість синьо-жовтих прапорів під „Танець пінгвіна“». Вже весною 2016 року Дорн поїхав із повноцінним туром до Росії та Білорусі, а закінчив Randorn Tour виступами влітку 2016 року в Україні.

## Критичні відгуки
Перші відгуки на Randorn з'явилися в музичних виданнях за декілька днів до офіційного релізу. В інтернет-виданні TimeOut 7 листопада 2014 року Randorn визнали альбомом тижня. Андрій Нікітін назвав його зміст «музикою, від якої хочеться жити», зауваживши, що «занурення у глибини чорної музики принесло фантастично світлий результат». На сайті також перерахували п'ятьох артистів, яких Дорн нагадав своїм альбомом: Маєр Готорн, Disclosure, Фаррелл Вільямс, Крейг Девід та Михей.
На сайті The Flow відзначили, що саме завдяки Дорну з'явилася сучасна «попса», яку не соромно слухати. Андрій Нікітін звернув увагу на близькість до творчості Фаррелла Вільямса, але зауважив, що Дорн не став бездумно копіювати світових артистів, а написав самобутні пісні найвищої якості. У виданні Rap.ru опублікували відгуки реп-виконавців (Capella, ST, Ліон) та похвалили альбом, навіть попри його вторинність. Сергій Мєзєнов («Лабораторія новин») припустив, що «платівки легше, кайфовіше і крутіше цього року не було. І, мабуть, не буде». Ярослав Забалуєв (Gazeta.ru) визнав, що на своєму новому альбомі український співак «винаходить з нуля російськомовну попмузику, причому ще успішніше, ніж раніше».
У виданні Wonderzine пояснили, чому Randorn потрібно слухати прямо зараз і до кінця року. На думку Даші Татаркової, Дорн асоціювався з усім новим та найкращим в сучасній російськомовній попмузиці, на голову перевершуючи інших виконавців. В журналі «Афіша» не були настільки впевненими, чи справді Randorn був кращим альбомом року, або просто пускав дим в очі, та дали можливість висловитись «за» та «проти» головному редактору «Хвилі» Георгію Біргеру та музичному оглядачеві Colta.ru Денису Боярінову.
Сергій Кейн (Comma) поставив альбомові оцінку «8/10», назвавши Івана Дорна «помилкою системи», що знищила межі між попмузикою та всім іншим. На іншому боці діапазону критичних відгуків опинилася саркастична рецензія на Randorn на сайті «Rock Review», де альбом оцінили на «0 з 5», зазначивши, що «справжній геній, повелитель автотюна, володар чудового шамкаючого баритону і найкращий артист як мінімум на російській сцені і як максимум на світовій, зробив найгірший у світі альбом».

## Нагороди
Randorn визнали найкращим музичним альбомом 2014 року за версією експертів російського iTunes Store. На сайті «Афиша Волна» він став другим у списку найкращих альбомів року, поступившись платівці Caribou Our Love. На думку редакторів, Randorn продемонстрував, як популярну музику створюють по-справжньому вільні люди, і тому не дивно, що його записали саме українці. На сайті The Flow Randorn визнали другою російськомовною платівкою 2014 року (після 25/17 «Подорожник»), назвавши «новою планкою для вітчизняної естради, до якої мало хто захоче дострибнути».
Сергій Кейн на сайті Comma поставив Randorn на п'яте місце серед улюблених українських альбомів року: «Багато в чому „Randorn“ — це нонконформістська сатира. Знущання з комплексів і постсовка, подане з тонким — часом, здається, надто тонким — почуттям гумору».